# 本特·巴龙
本特·巴龙（瑞典語：Bengt Baron，1962年3月6日—），瑞典男子游泳运动员。他曾代表瑞典参加1980年和1984年夏季奥林匹克运动会游泳比赛，共获得一枚金牌和一枚铜牌。